# Совєтська сільська рада (Бугурусланський район)
Совє́тська сільська рада (рос. Советский сельский совет) — сільське поселення у складі Бугурусланського району Оренбурзької області Росії.
Адміністративний центр — село Совєтське.

## Населення
Населення — 612 осіб (2019; 857 в 2010, 1114 у 2002).

## Склад
До складу сільської ради входять:
| Населений пункт    | Населення, осіб (2002) | Населення, осіб (2010) |
| ------------------ | ---------------------- | ---------------------- |
| Вишньовка, селище  | 260                    | 178                    |
| Ніколаєвка, селище | 19                     | 10                     |
| Совєтське, село    | 835                    | 669                    |